# Горбатенко, Константин Георгиевич
Константин Георгиевич Горбатенко (9 октября 1927 — 4 августа 1989) — передовик советского машиностроения, начальник смены и заместитель начальника цеха завода экспериментального машиностроения научно-производственного объединения «Энергия» министерства общего машиностроения СССР, Московская область, Герой Социалистического Труда (1966).

## Биография
Родился 9 октября 1927 года в посёлке Озинки, ныне Саратовской области в русской семье. Завершил обучение в семи классах школы. В 1944 году, в возрасте семнадцати лет, призван в ряды Красной армии. Сначала находился в запасном полку, где овладел специальностью номера зенитного орудия. В конце 1944 года направлен на фронт, участник Великой Отечественной войны. Воевал в составе зенитно-артиллерийской части 1-го Белорусского фронта. Принимал участие в Висло-Одерской и Берлинской операциях.
После окончания войны проходил службу в звании ефрейтора в зенитно-ракетной части в Группе советских оккупационных войск в Германии. В 1946 году, при участии С. П. Королёва, прошёл отбор в первую стартовую команду и переведён из Германии на Центральный Государственный полигон Капустин Яр. Принимал непосредственное участие в сборке и запуске первой отечественной ракеты Р1, которую приняли на вооружение в 1949 году.
После увольнения из рядов Советской Армии был приглашён лично Королёвым С. П. в Подлипки Московской области, где с 1951 по 1963 годы трудился по специальности: слесарь, электромонтажник, контрольный мастер, старший механик, мастер, старший мастер завода № 88. С 1955 года член КПСС. В 1956 году завершил обучение в Калининградском механическом техникуме, овладел специальностью «техник-приборист».
С 1963 по 1989 годы работал в должности начальника смены, он же заместитель начальника цеха завода № 88. При его участии проходила сборка и подготовка к запускам космических пилотируемых и беспилотных кораблей «Восток», «Восход», «Союз». Неоднократно выезжал в командировку в Байконур, где принимал участие в запуске космических кораблей.
Указом Президиума Верховного Совета СССР от 26 июля 1966 года за выдающиеся заслуги в выполнении плана 1959-1965 годов и создание новой техники Константину Георгиевичу Горбатенко присвоено звание Героя Социалистического Труда с вручением ордена Ленина и золотой медали «Серп и Молот».
В мае 1967 года был направлен в командировку в Париж для монтажа ракеты «Восток», которая принимала участие как экспонат 27-го Международного авиакосмического салона.
Ударник девятой пятилетки, четырежды его признавали победителем соревнования отрасли (1973, 1975, 1976, 1977 годах), дважды награждён медалями ВДНХ СССР - серебряной (1965 год), бронзовой (1970 год), а также памятными медалями имени С.П. Королёва, Ю.А. Гагарина, К.Э. Циолковского и многими другими.
Продолжал работать на заводе до выхода на пенсию в 1988 году.
Проживал в городе Королёве Московской области. Умер 4 августа 1989 года. Был похоронен на Невзоровском кладбище в Пушкинском районе.

## Награды
За трудовые и боевые успехи удостоен:
- золотая звезда «Серп и Молот» (26.07.1966)
- два ордена Ленина (17.06.1961, 26.07.1966)
- Орден Октябрьской Революции (13.09.1978)
- Медаль «За победу над Германией в Великой Отечественной войне 1941—1945 гг.»
- Медаль «В ознаменование 100-летия со дня рождения Владимира Ильича Ленина»
- другие медали.